# Theoi Project
Il Theoi Project (noto anche come Theoi Greek Mythology) è una biblioteca digitale riguardante la mitologia greca e la sua rappresentazione nella letteratura classica e nell'arte greca. Questo sito web è stato creato dal neozelandese Aaron J. Atsma nel 2000 e contiene oltre 1500 pagine e 1200 immagini relative a divinità, demoni, creature mitologiche ed eroi della mitologia e della religione greca; inoltre, questo progetto raccoglie testi relativi alla mitologia greca tratti da varie opere della letteratura antica.